# ماكس برودي
ماكس برودي (بالإنجليزية: Max Brody)‏ هو موسيقي أمريكي، ولد في 1969 في إلجين في الولايات المتحدة.

## وصلات خارجية
- الموقع الرسمي
- ماكس برودي على موقع ميوزك برينز (الإنجليزية)
- ماكس برودي على موقع ديسكوغز (الإنجليزية)